# Przedbórz (gromada w powiecie kolbuszowskim)
Przedbórz – dawna gromada, czyli najmniejsza jednostka podziału terytorialnego Polskiej Rzeczypospolitej Ludowej w latach 1954–1972.
Gromady, z gromadzkimi radami narodowymi (GRN) jako organami władzy najniższego stopnia na wsi, funkcjonowały od reformy reorganizującej administrację wiejską przeprowadzonej jesienią 1954 do momentu ich zniesienia z dniem 1 stycznia 1973, tym samym wypierając organizację gminną w latach 1954–1972.
Gromadę Przedbórz z siedzibą GRN w Przedborzu utworzono – jako jedną z 8759 gromad na obszarze Polski – w powiecie kolbuszowskim w woj. rzeszowskim na mocy uchwały nr 23/54 WRN w Rzeszowie z dnia 5 października 1954. W skład jednostki wszedł obszar dotychczasowej gromady Przedbórz ze zniesionej gminy Kolbuszowa Górna oraz obszar dotychczasowej gromady Huta Przedborska ze zniesionej gminy Niwiska w tymże powiecie. Dla gromady ustalono 12 członków gromadzkiej rady narodowej.
31 grudnia 1961 do gromady Przedbórz włączono trzy wsie Brzezówkę, Bukowiec i Domatków z gromady Kolbuszowa Górna w tymże powiecie, po czym siedzibę gromady Przedbórz przeniesiono do Bukowca (zachowując nazwę gromada Przedbórz).
Gromada przetrwała do końca 1972 roku, czyli do kolejnej reformy gminnej.